# Psammogorgia gracilis
Psammogorgia gracilis är en korallart som beskrevs av Addison Emery Verrill 1868. Psammogorgia gracilis ingår i släktet Psammogorgia och familjen Plexauridae. Inga underarter finns listade i Catalogue of Life.